# 宝兴藤
宝兴藤（学名：Biondia pilosa）是夹竹桃科秦岭藤属的植物，是中国的特有植物。分布在中国大陆的四川等地，生长于海拔2,720米的地区，见于山地林中和河边杂木林中，目前尚未由人工引种栽培。